# いのちのいろえんぴつ
『いのちのいろえんぴつ』は、豊島加純の絵本、またそれを原作とするテレビ朝日で2008年3月22日に放送されていた日本のテレビドラマ。

## 書誌情報
- いのちのいろえんぴつ、2006年3月発売[1]、教育画劇[2]、ISBN 978-4-7746-0674-3

## ドラマ

### 概要
2003年、脳幹グリオーマ（脳腫瘍の一種）のため小学校6年生でこの世を去った、豊島加純（かすみ）が生前に残した詩と絵を元に編纂された絵本『いのちのいろえんぴつ』を原作にしたオリジナルドラマ。北海道厚岸町でロケが行われた。この撮影の際の運動会のシーンでは厚岸町に住む人々がエキストラとして参加している。主演は国分太一。視聴率11.8%。

### キャスト
- 香川康介：国分太一

厚岸望洋小中学校に転任してきた教師。加純の担任。

#### 豊島家
- 豊島加純：藤本七海

脳腫瘍で余命半年の少女。小学6年生。
- 豊島浩二：杉本哲太

加純の父。
- 豊島香苗：高橋由美子

加純の母。
- 豊島加優：山田萌々香

加純の妹。
- 豊島加姫：山田菜々香

加純の妹。

#### 望洋小中学校
- 鳴海京子（なるみ きょうこ）：片瀬那奈

音楽教師。
- 山村直彦：蟹江敬三

校長。
- 小山内美和子（おさない みわこ）：原田美枝子

家庭科・美術教師。
- 本田健：熊谷希一
- 向井リカ：川上朱莉杏

##### 五年生
- 川越真二（かわごえ しんじ）：溝口琢矢
- 宮田敬太郎（みやた けいたろう）：下山葵
- 森本雅也（もりもと まさや）：志村勇人
- 山下卓（やました たく）：槇岡瞭介
- 今岡（いまおか）さくら：荒川里彩
- 安田冴子（やすだ さえこ）：奈良瞳

##### 六年生
- 市川勝則（いちかわ かつのり）：高橋平
- 真田慎吾（さなだ しんご）：石田愛希
- 村井友也（むらい ともや）：神林秀太
- 内山琴美（うちやま ことみ）：木村茜
- 前島美佐（まえじま みさ）：南川ある

### スタッフ
- 脚本：橋部敦子
- 音楽：葉加瀬太郎
- 監督：唐木希浩
- チーフプロデューサー：中込卓也
- プロデューサー：太田雅晴、大野秀樹
- ロケ協力：浜中町、釧路市観光振興室、釧路日産自動車、厚岸味覚ターミナルコンキリエ、北海道厚岸水産高等学校ほか
- 技術協力：ビデオスタッフ
- 協力：北海道厚岸町
- 制作：テレビ朝日、5年D組